# Адітьясена
Адітьясена (гінді आदित्यवर्धन; д/н — 580) — 3-й магараджа Шрікантхи в 555—580 роках. Відомий також як Адітьяварман.

## Життєпис
Походив з династії Пуш'ябхуті (знана як Вардхана), що за деякими відомостями походила з раджпутського клану Баїс. Засновником держави був його дід Наравардхана, що скористався кризою Держави гуптів за часів Будагупти і вторгненням алхон-гунів на чолі із Тораманою. Його батько Радж'явардхана I брав участь у війнах проти алхон-гунів Міхіракули. Після 528 року визнав зверхність Яшодармана, правителя Малви. Після смерті останнього 545 року держава опинилася під зверхністю династії Маукхарі. Можливо Адітьясена брав участь у війнах проти алхон-гунів у 540-х роках.
За таких обставин Адітьясена спадкував 555 року трон. На той час, попри титул магарджи, володів доволі невеличким князівством. Висловлюється думка, що він бажаючи звільнитися від залежності та розширити володіння уклав союз з Магасенагуптою зі Східних гуптів, оженившись з його сестрою. Втім на той час обидва були васалами магараджахіраджи Шарвавармана, для якого не являли загрози, оскільки володіли невеличкими територіями.
Разом з тим значну частину правління Адітьясена  вимушен був брати участь у війні Шарвавармана з гунським правителем Праварасеною за регіон Дасапура (в північнозахідній частині сучасного штату Мадх'я-Прадеш).
Помер близько 580 році. Йому спадкував син Прабхакаравардхана.